# Laura Morelle
Pour les articles homonymes, voir Morelle (homonymie).

a Compétitions nationales et continentales officielles uniquement.

Dernière mise à jour le 15 juin 2023.
Laura Morelle, née le 2 mars 2000, est une joueuse française de rugby à XV évoluant au poste de pilier.
Avec son club du Stade bordelais, elle est triple championne de France (2023, 2024 et 2025).

## Biographie
Laura Morelle naît le 2 mars 2000 à Rambouillet[réf. nécessaire]. Elle commence à jouer au rugby au Rugby Club Dourdan en 2015. En 2018, elle intègre l'AC Bobigny 93 avant de rejoindre en 2020 le Stade bordelais.
Avec cette équipe, elle remporte le Championnat de France Élite 1 2022-2023. Elle est notamment remplaçante au poste de pilier dans plusieurs matchs de la phase qualificative et entre sur le terrain en cours de partie pour le quart de finale et la demi-finale remportés respectivement face à son ancien club de Bobigny et face au Stade toulousain. En 2024 elle contribue à la reconquête du titre par le Stade bordelais après avoir participé à onze des treize rencontres du championnat 2023-2024, dont les trois matchs de la phase finale,.
En 2024-2025, elle participe aux premiers matchs d'une saison qui se conclut par la victoire de son club du Stade bordelais au Championnat de France.

## Palmarès

### En club
- Vainqueur du Championnat de France en 2023, 2024 et 2025 avec le Stade bordelais.